# Ad & Karin
Ad & Karin, het zangduo en echtpaar Ad & Karin van Hoorn, hadden in 1988 een bescheiden hitje met En we gaan naar Spanje toe.
De Ad uit dit duo is Ad van Hoorn, die in 1984 ook al een klein hitje had.

## Discografie

### Singles
| Single met eventuele hitnotering(en) in de Nederlandse Top 40 | Datum van verschijnen | Datum van binnenkomst | Hoogste positie | Aantal weken | Opmerkingen |
| ------------------------------------------------------------- | --------------------- | --------------------- | --------------- | ------------ | ----------- |
| En we gaan naar Spanje toe                                    |                       | 20-8-1988             | tip             |              |             |